# AT&T Center
Frost Bank Center (tidligere kendt som SBC Center og AT&T Center) er en sportsarena i San Antonio i Texas, USA, der er hjemmebane for NBA-holdet San Antonio Spurs. Arenaen har plads til ca. 19.000 tilskuere, og blev indviet 18. oktober 2002.